# Messier 32
Denna artikeln handlar om galaxen M32, för andra betydelser, se M32.

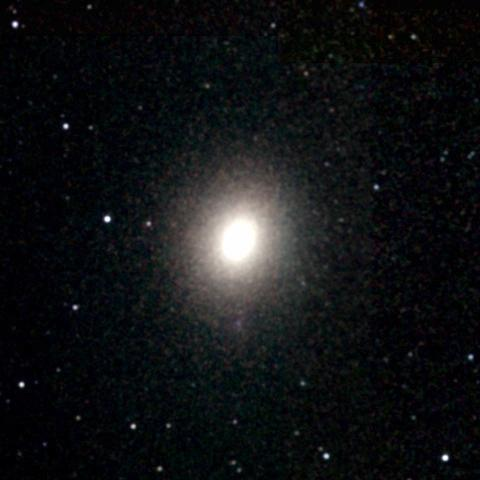
Galaxen M32

M32, Messier 32 eller NGC 221, är en elliptisk galax. Likt Messier 110 är M32 en satellitgalax till Andromedagalaxen.[källa behövs]

## Svart hål
M32 innehåller ett supermassivt svart hål. Dess massa har uppskattats till mellan 1,5 och 5 miljoner solmassor.